# الحدود الكندية الأمريكية
الحدود الكندية الأمريكية (بالإنجليزية: the Canada–United States border) (بالفرنسية: Frontière entre le Canada et les États-Unis) هي أطول حدود سياسية بين بلدين في العالم، والحدود الكندية الأمريكية هي الحدود الفاصلة بين كندا والولايات المتحدة الأمريكية، وهما ثاني ورابع أكبر بلدين في العالم، ويبلغ طول الحدود 8,891 كيلومتراً (5,525 ميل)، منها 2,475 كيلومتراً (1,538 ميل) هي حدود كندا مع ألاسكا. وتقع على الحدود ثماني مقاطعات كندية وهي (يوكون، كولومبيا البريطانية، ألبرتا، ساسكاتشوان، مانيتوبا، أونتاريو، كيبك ونيو برونزويك) وثلاثة عشر ولاية أمريكية (ألاسكا، واشنطن، أيداهو، مونتانا، داكوتا الشمالية، مينيسوتا، ميشيغان، أوهايو، بنسيلفانيا، نيويورك، فيرمونت، نيوهامبشير ومين).
 

## التاريخ

### القرن 18

تم إنشاء خط العرض 45 (المحدد باللون الأحمر) كحدود بين مقاطعة كيبيك والولايات المتحدة في معاهدة باريس

أنهت معاهدة باريس لعام 1783 حرب الاستقلال الأمريكية بين مملكة بريطانيا العظمى والولايات المتحدة. حيث اتفق الطرفان في المادة الثانية من المعاهدة على جميع حدود الولايات المتحدة، بما في ذلك الحدود إلى الشمال على طول أمريكا الشمالية البريطانية آنذاك، والتي تضمنت الحدود المتفق عليها من الزاوية الشمالية الغربية لنوفا سكوشا إلى أقصى شمال غرب رأس نهر كونيتيكت ونزولاً على طول منتصف النهر إلى خط العرض 45 من خط العرض الشمالي.
تم إنشاء الخط الموازي في ستينيات القرن التاسع عشر كحدود بين مقاطعات كيبيك ونيويورك (والتي أصبحت لاحقًا ولاية فيرمونت). حيث تم مسحها ووضع علامة عليها بواسطة جون كولينز وتوماس فالنتين بين عامي 1771 و1773.
أصبح نهر سانت لورانس والبحيرات العظمى حدودًا إلى الغرب، بين الولايات المتحدة والتي تُعرف الآن بأونتاريو. تتبع الحدود شمال غرب بحيرة سوبيريور إلى الأنهار إلى بحيرة الغابة. من أقصى نقطة في الشمال الغربي لبحيرة الغابة، تم الاتفاق على الحدود للذهاب مباشرة غربًا حتى تلتقي بنهر المسيسيبي.

#### معاهدة جاي (1794)
أنشأت معاهدة جاي لعام 1794 (ونُفذت عام 1796) بواسطة لجنة الحدود الدولية، التي كلفت بمسح ورسم الحدود. كما نصت على إزالة الجيش البريطاني والإدارة من ديترويت، بالإضافة إلى البؤر الاستيطانية الأخرى على الجانب الأمريكي. تم استبدال معاهدة جاي بمعاهدة غينت (نُفذت عام 1815) التي أنهت حرب عام 1812، والتي تضمنت حدود ما قبل الحرب.

### القرن 19

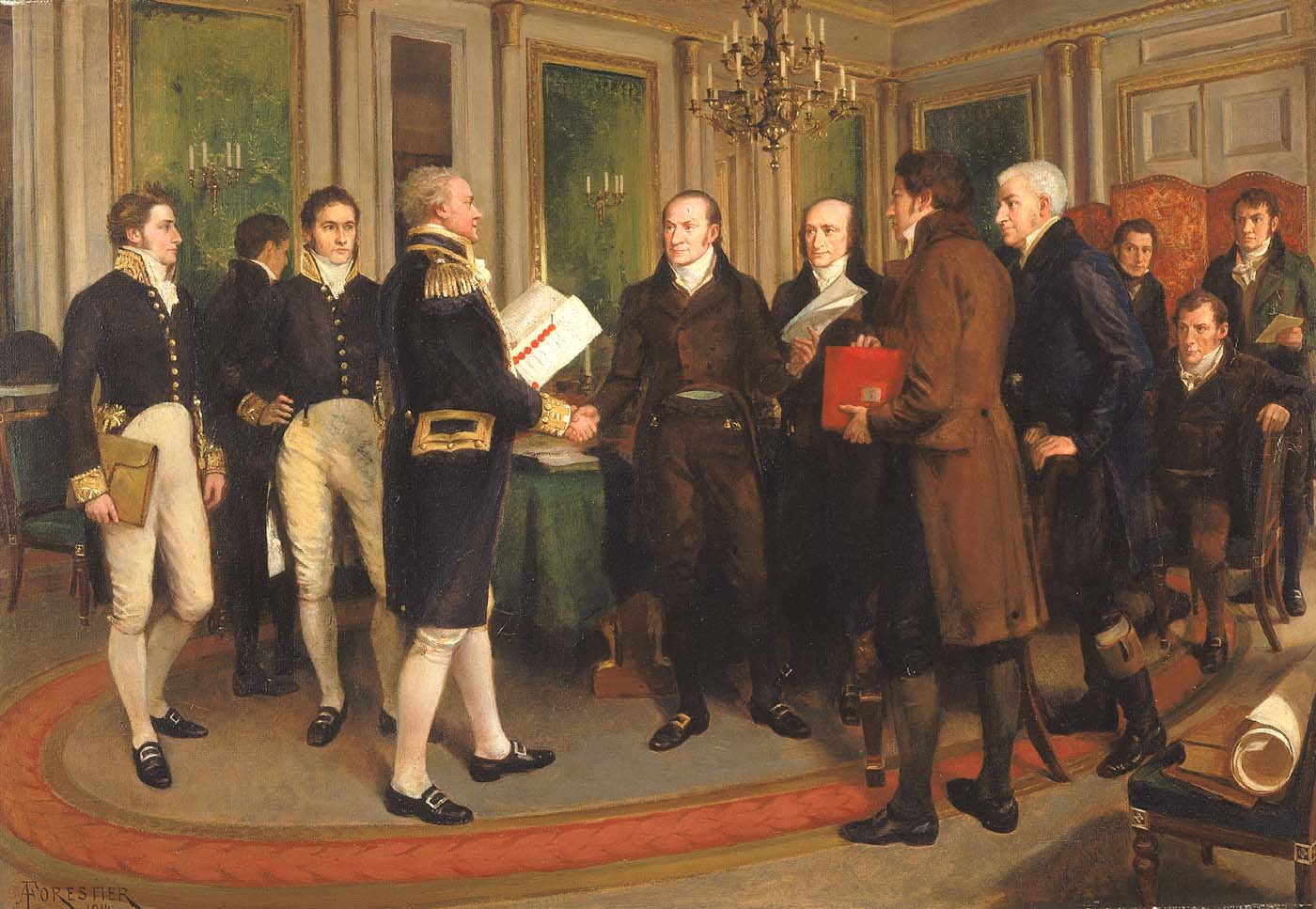
توقيع معاهدة غنت عام 1814، والتي أنهت حرب عام 1812 وأعادت الحدود إلى حالتها قبل الحرب. شهدت المعاهدات اللاحقة المتفق عليها تجريد الحدود من السلاح وحل معظم النزاعات الحدودية.

وقعت معاهدة غنت في ديسمبر 1814، وأنهت حرب عام 1812، وأعادت حدود أمريكا الشمالية البريطانية والولايات المتحدة إلى الحالة التي كانت عليها قبل الحرب. في العقود التالية، أبرمت الولايات المتحدة والمملكة المتحدة عدة معاهدات حسمت الخلافات الحدودية الرئيسية بينهما، مما مكّن الحدود من نزع السلاح.
قدمت معاهدة راش-باجوت لعام 1817 خطة لنزع سلاح الجانبين المقاتلين في حرب عام 1812 كما وضعت مبادئ أولية لرسم الحدود بين أمريكا الشمالية البريطانية والولايات المتحدة.

#### اتفاقية لندن (1818)
شهدت اتفاقية 1818 توسعًا في كل من أمريكا الشمالية البريطانية والولايات المتحدة، حيث امتدت الحدود غربًا على طول خط العرض 49، من الزاوية الشمالية الغربية في بحيرة الغابة إلى جبال روكي. ألغت المعاهدة مطالبات البريطانيين في جنوب هذا الخط حتى وادي النهر الأحمر، الذي كان جزءًا من أرض روبرت. ألغت المعاهدة أيضًا مطالبات الولايات المتحدة بالهبوط شمال هذا الخط في مجمعات المياه في نهر ميسوري، والذي كان جزءًا من صفقة شراء لويزيانا. بلغ هذا ثلاث مناطق صغيرة، تتكون من الجزء الشمالي من مجاري نهر ميلك (اليوم في جنوب ألبرتا وجنوب غرب ساسكاتشوان)، ونهر بوبلار (ساسكاتشوان)، وبيج مودي كريك (ساسكاتشوان).  طول خط العرض 49، يكون المشهد الحدودي مستقيمًا من الناحية النظرية، ولكنه عمليًا يتبع علامات الحدود التي تم مسحها في القرن التاسع عشر ويختلف بعدة مئات من الأقدام في البقع.

#### معاهدة ويبستر-أشبورتون (1842)

المنطقة المتنازع عليها بين أمريكا الشمالية البريطانية وماين مميزة باللون الوردي. تمت تسوية النزاع في معاهدة وبستر-أشبرتون في عام 1848. يمثل خط البط البري على الخريطة الحدود النهائية.

تطلبت الخلافات حول تفسير المعاهدات الحدودية والأخطاء في المسح مفاوضات إضافية، مما أدى إلى معاهدة ويبستر-آشبورتون لعام 1842. أنهت المعاهدة حرب أروستوك، وهي نزاع على الحدود بين مين ونيو برونزويك ومقاطعة كندا. أعادت المعاهدة تعريف الحدود بين نيو هامبشاير وفيرمونت ونيويورك من جهة، ومقاطعة كندا من جهة أخرى، مما أدى إلى حل نزاع إنديان ستريم ومعضلة فورت بلندر عند منفذ بحيرة شامبلين.
تم مسح الجزء من خط العرض 45 الذي يفصل كيبيك عن ولايتي فيرمونت ونيويورك في الولايات المتحدة لأول مرة من 1771 إلى 1773 بعد إعلانه الحدود بين نيويورك (بما في ذلك ما أصبح لاحقًا فيرمونت) وكيبيك. تم مسحه مرة أخرى بعد حرب 1812. بدأت الحكومة الفيدرالية الأمريكية في بناء تحصينات جنوب الحدود مباشرة في روس بوينت، نيويورك، على بحيرة شامبلين. بعد اكتمال جزء كبير من البناء، كشفت القياسات أنه في تلك المرحلة، كان خط العرض 45 الفعلي هو ثلاثة أرباع ميل (1.2 كم) جنوب الخط الذي تم مسحه. كان الحصن، الذي أصبح يعرف باسم " Fort Blunder "، في كندا، مما خلق معضلة للولايات المتحدة لم يتم حلها حتى ترك أحد أحكام المعاهدة الحدود على خط التعرج كما تم مسحه. كما أعيد تحديد الحدود على طول حدود المياه في أونتاريو ومينيسوتا الحالية بين بحيرة سوبيريور والزاوية الشمالية الغربية.

#### معاهدة أوريغون (1846)

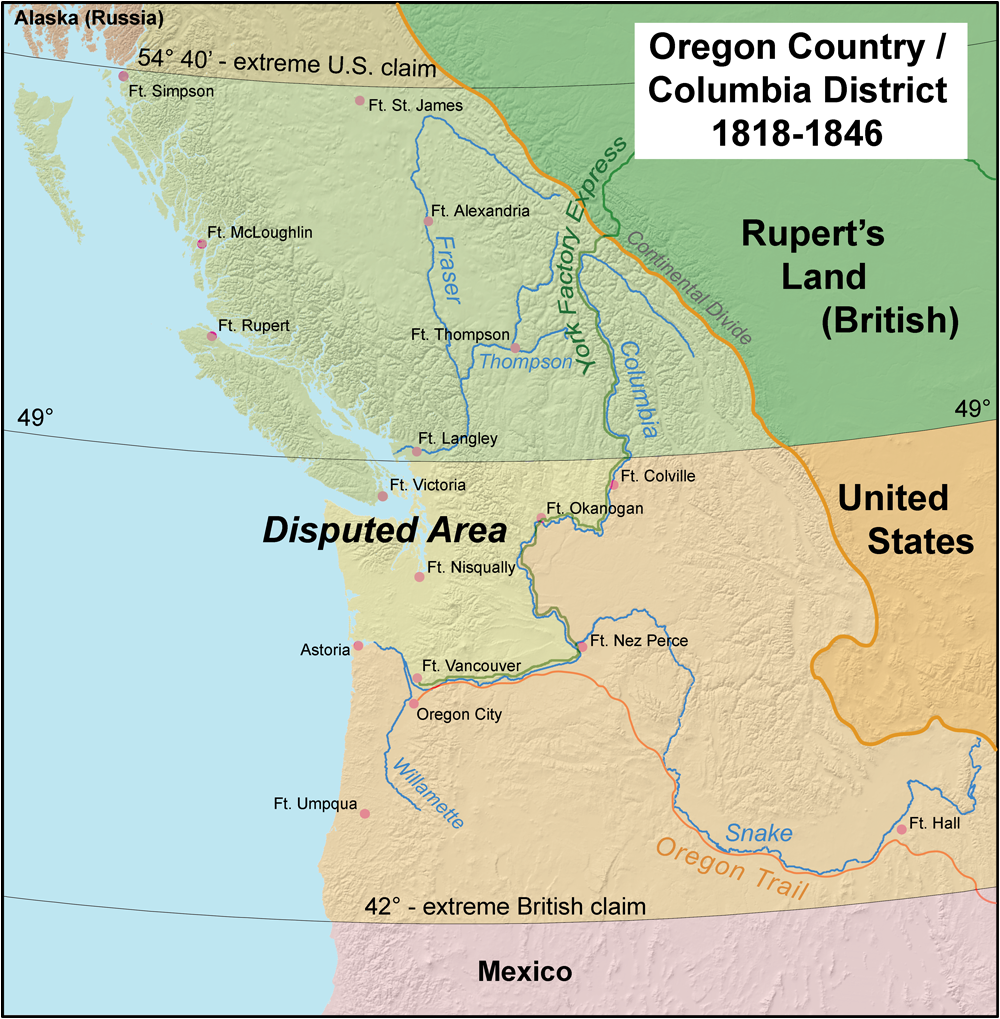
خريطة لبلد أوريغون المتنازع عليها، مع وضع علامة على المطالبات الأمريكية والبريطانية. تمت تسوية الخلاف في معاهدة أوريغون، ووضع الحدود على طول خط العرض 49.

و النزاع الحدودي 1844 أثناء رئاسة جيمس بولك أدت إلى الدعوة إلى الحدود الشمالية للالغربي للولايات المتحدة من جبال روكي لتكون 54 ° 40'N ذات الصلة من الحدود الجنوبية لروسيا في ألاسكا الأرض. ومع ذلك، أرادت بريطانيا العظمى حدودًا تتبع نهر كولومبيا إلى المحيط الهادئ. تم حل النزاع في معاهدة أوريغون لعام 1846، التي أنشأت خط العرض 49 كحدود عبر جبال روكي.

#### مسوحات الحدود (منتصف القرن التاسع عشر)
وضع مسح الحدود الشمالية الغربية (1857-1861) حدود الأرض. ومع ذلك، لم تتم تسوية حدود المياه لبعض الوقت. بعد حرب الخنازير عام 1859، أنشأ التحكيم عام 1872 الحدود بين جزر الخليج وجزر سان خوان.
بدأ المسح الدولي للحدود (أو «مسح الحدود الشمالية» في الولايات المتحدة) في عام 1872. كان تفويضها إنشاء الحدود على النحو المتفق عليه في معاهدة 1818. قاد أرشيبالد كامبل الطريق للولايات المتحدة، بينما ترأس دونالد كاميرون الفريق البريطاني. ركز هذا المسح على الحدود من بحيرة الغابة إلى قمة جبال روكي.

### القرن 20
في عام 1903، وبعد نزاع، قامت محكمة مشتركة بين المملكة المتحدة وكندا والولايات المتحدة بتأسيس حدود جنوب شرق ألاسكا.
في 11 أبريل 1908، اتفقت المملكة المتحدة والولايات المتحدة، بموجب المادة الرابعة من معاهدة 1908 «المتعلقة بالحدود بين الولايات المتحدة ودومينيون كندا من المحيط الأطلسي إلى المحيط الهادئ»، على مسح وتعيين حدود الحدود بين كندا والولايات المتحدة عبر نهر سانت لورانس والبحيرات العظمى، وفقًا لتقنيات المسح الحديثة، وبالتالي تم إجراء العديد من التغييرات على الحدود. في عام 1925، أصبحت البعثة المؤقتة للجنة الحدود الدولية دائمة للحفاظ على مسح الحدود ورسم خرائطها. الحفاظ على الآثار والعوامات الحدودية؛ وإبقاء الحدود خالية من الفرشاة والنباتات لمسافة 6 متر (20 قدم). يمتد «مشهد الحدود» هذا لمسافة 3 متر (9.8 قدم) على كل جانب من الخط.
في عام 1909، وبموجب معاهدة المياه الحدودية، تم إنشاء اللجنة الدولية المشتركة لكندا والولايات المتحدة للتحقيق والموافقة على المشاريع التي تؤثر على المياه والممرات المائية على طول الحدود.

### القرن 21
نتيجة لهجمات 11 سبتمبر 2001، تم إغلاق الحدود الكندية الأمريكية على الفور دون أي تحذير، ولم يُسمح بمرور أي بضائع أو أشخاص. في أعقاب الإغلاق، تم وضع إجراءات مشتركة لضمان أن حركة المرور التجارية يمكن أن تعبر الحدود حتى لو تم منع الناس من العبور. تم استخدام هذه الإجراءات لاحقًا لإغلاق الحدود الناجم عن وباء COVID-19 في عام 2020.

#### إغلاق 2020
استجابةً لجائحة فيروس كورونا 2019-20، وافقت حكومتا كندا والولايات المتحدة على إغلاق الحدود أمام السفر «غير الضروري» في 21 مارس 2020، لفترة أولية مدتها 30 يومًا. تم تمديد الإغلاق عدة مرات منذ 21 مارس، ومن المقرر حاليًا أن ينتهي في 21 ديسمبر 2020. أغلقت الولايات المتحدة حدودها مع المكسيك بالتزامن مع إغلاق كندا والولايات المتحدة. يُذكر أن إغلاق عام 2020 كان أول إغلاق شامل طويل الأجل للحدود الكندية الأمريكية منذ حرب 1812.
يشمل السفر الأساسي، على النحو المحدد في اللوائح الكندية والأمريكية، السفر لأغراض العمل أو التعليم. أما السفر «غير الضروري» إلى كندا، يشمل السفر «لغرض اختياري أو تقديري، مثل السياحة أو الترفيه أو الترفيه».
أصدرت وزارة الأمن الداخلي الأمريكية تعريفًا للسفر غير الضروري ليشمل "أغراض السياحة من مشاهدة المعالم السياحية أو الترفيه أو المقامرة أو حضور الأحداث الثقافية وقدمت تعريفًا شاملاً وغير شامل لأنواع السفر التي تعتبر ضرورية.
طالبت مجموعات الدفاع عن الأعمال التجارية، التي لاحظت التأثير الاقتصادي الكبير للإغلاق على جانبي الحدود، بفرض قيود أكثر دقة بدلاً من الحظر الشامل الحالي على السفر غير الضروري.
مجموعة الحدود الشمالية، وهي مجموعة في الكونغرس الأمريكي تتألف من أعضاء من المجتمعات الحدودية، قدمت اقتراحات مماثلة لحكومتي البلدين. بالإضافة إلى الإغلاق نفسه، اقترح الرئيس دونالد ترامب في البداية فكرة نشر أفراد عسكريين أمريكيين بالقرب من الحدود مع كندا فيما يتعلق بالوباء. تخلى عنه اقتراحه لاحقًا بعد معارضة صريحة من المسؤولين الكنديين.

## الأمن

### نهج إنفاذ القانون
يشار إلى الحدود الدولية بشكل عام على أنها «أطول حدود غير محمية في العالم»، على الرغم من أن هذا صحيح فقط بالمعنى العسكري، حيث أن تطبيق القانون المدني موجود. من غير القانوني عبور الحدود خارج ضوابط الحدود، حيث يتم فحص أي شخص يعبر الحدود وفقًا لقوانين الهجرة  والجمارك.
يتناقض المستوى المنخفض نسبيًا من الإجراءات الأمنية مع مستوى الولايات المتحدة - حدود المكسيك (ثلث طول الحدود بين كندا والولايات المتحدة)، والتي يتم مراقبتها بنشاط من قبل الجمارك وحماية الحدود الأمريكية لمنع الهجرة غير الشرعية وتهريب المخدرات.

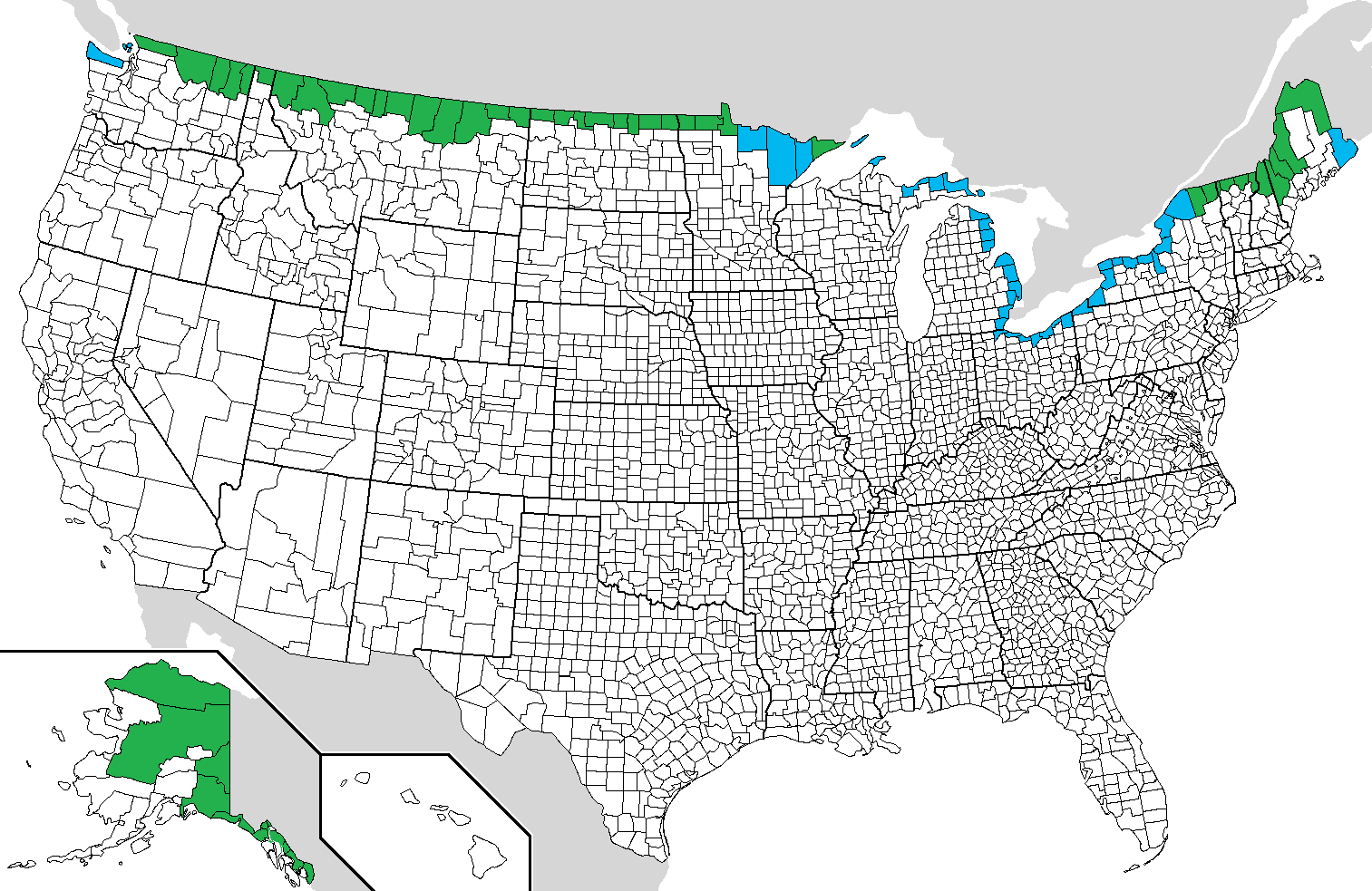
المقاطعات الأمريكية التي تشترك في حدود برية أو مائية مع كندا
الحدود البرية
Water border only

بعض أجزاء من الحدود الدولية هي تضاريس جبلية أو مناطق حرجية كثيفة، ولكن أجزاء كبيرة تعبر أيضًا أراضي البراري الزراعية البعيدة والبحيرات العظمى ونهر سانت لورانس، بالإضافة إلى المكونات البحرية للحدود في المحيط الأطلسي والمحيط الهادئ والمحيط المتجمد الشمالي. تمتد الحدود أيضًا عبر وسط Akwesasne Nation وحتى تقسم بعض المباني الموجودة في المجتمعات في فيرمونت وكيبيك.
تحدد الجمارك وحماية الحدود الأمريكية القضايا الرئيسية على طول الحدود كإرهاب محلي ودولي. تهريب المخدرات وتهريب المنتجات (مثل التبغ) للتهرب من الرسوم الجمركية؛ والهجرة غير الشرعية.
حدد تقرير صادر عن مكتب محاسبة الحكومة الأمريكية في يونيو 2019 نقصًا معينًا في الموظفين والموارد في مكتب الجمارك وحماية الحدود على الحدود الشمالية مما يؤثر سلبًا على إجراءات الإنفاذ؛ حددت دورية حرس الحدود الأمريكية "عددًا غير كافٍ من العناصر التي حدت من مهام الدوريات على طول الحدود الشمالية" بينما حددت العمليات الجوية والبحرية التابعة لجهاز الجمارك وحماية الحدود عددًا غير كافٍ من العملاء على طول الحدود الشمالية، مما حد من عدد وتواتر المهام الجوية والبحرية. "
هناك ثمانية قطاعات لدوريات الحدود الأمريكية على أساس الحدود الكندية الأمريكية، ويغطي كل منها «منطقة مسؤولية» محددة؛ القطاعات (من الغرب إلى الشرق) ومقرها في بلين، واشنطن. سبوكان، واشنطن؛ هافر، مونتانا؛ غراند فوركس، داكوتا الشمالية؛ ديترويت، ميشيغان؛ بوفالو، نيويورك؛ سوانتون، فيرمونت؛ وهولتون، مين.
بعد هجمات 11 سبتمبر في الولايات المتحدة، تم تشديد الأمن على طول الحدود بشكل كبير من قبل البلدين في كل من المناطق المأهولة بالسكان والريف. كما تشارك الدولتان بنشاط في تبادل استخباراتي تكتيكي واستراتيجي مفصل ومكثف.
في ديسمبر 2010، كانت كندا والولايات المتحدة تتفاوضان على اتفاقية بعنوان «ما وراء الحدود: رؤية مشتركة لأمن المحيط والقدرة التنافسية» والتي من شأنها أن تمنح الولايات المتحدة مزيدًا من التأثير على أمن الحدود الكندية وضوابط الهجرة، بالإضافة إلى مشاركة المزيد من المعلومات من قبل كندا والولايات المتحدة 

### تدابير أمنية

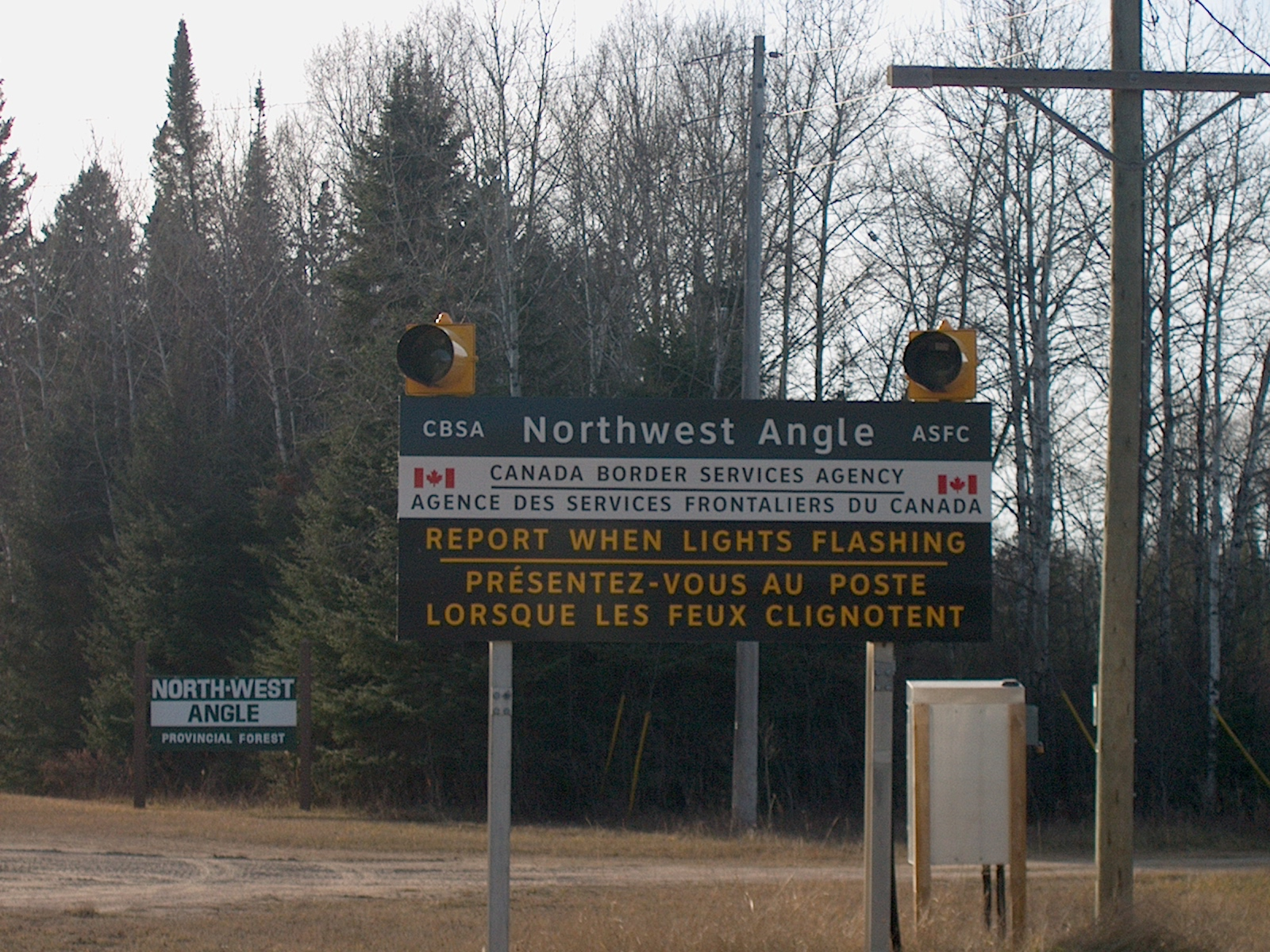
علامة عبور الحدود الكندية مع الأضواء لتنبيه أولئك الذين يعبرون لإبلاغ الجمارك عن بعد. توجد الجمارك البعيدة في المناطق التي لا تتوفر فيها المعابر الحدودية المزودة بالجنود.

يُحظر على سكان كلا البلدين الذين يمتلكون ممتلكات متاخمة للحدود، البناء الذي يبلغ عرضه ستة أمتار (حوالي 20 قدمًا) دون إذن من لجنة الحدود الدولية. هم مطالبون بإبلاغ حكوماتهم عن هذا البناء.
يتعين على جميع الأشخاص الذين يعبرون الحدود إبلاغ وكالة الجمارك في البلد الذي دخلوا إليه. عند الضرورة، يتم استخدام الأسوار أو حواجز المركبات. في المناطق النائية، حيث لا تتوفر المعابر الحدودية المزودة بالعاملين، توجد أجهزة استشعار مخفية على الطرق والممرات والسكك الحديدية والمناطق المشجرة، والتي تقع بالقرب من نقاط العبور. لا توجد منطقة حدودية. تقوم الجمارك وحماية الحدود الأمريكية بشكل روتيني بإنشاء نقاط تفتيش تصل إلى 100 ميل (160 كـم) داخل أراضي الولايات المتحدة.

#### هوية

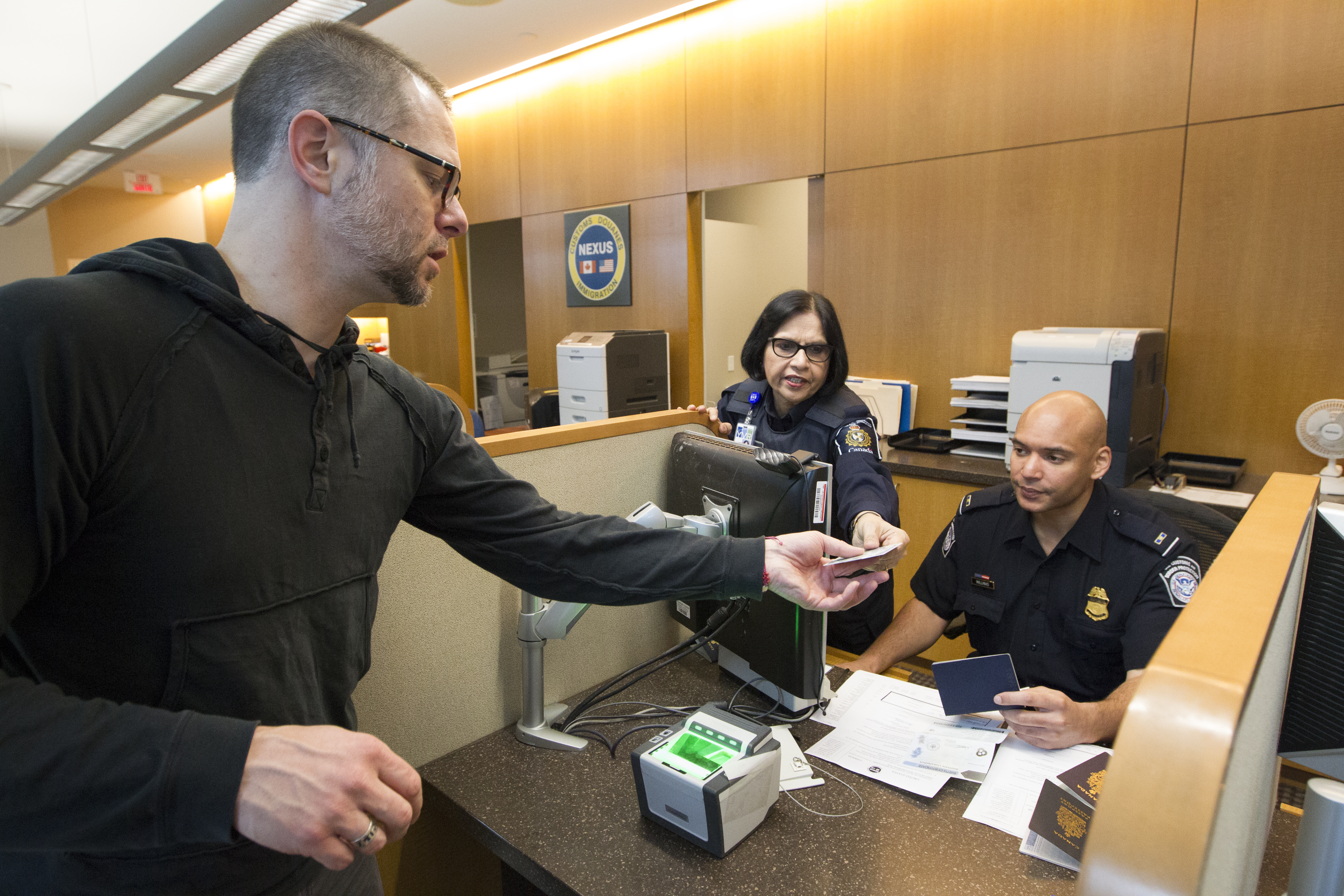
وكالة خدمات الحدود الكندية ووكلاء الجمارك وحماية الحدود الأمريكية يقومون بمراجعة تحديد الهوية. مطلوب إثبات هوية ساري المفعول لعبور الحدود.

قبل عام 2007، كان المواطنون الأمريكيون والكنديون مطالبين فقط بإصدار شهادة ميلاد، ورخصة قيادة / بطاقة هوية صادرة عن الحكومة عند عبور الحدود بين كندا والولايات المتحدة.
ومع ذلك، في أواخر عام 2006، أعلنت وزارة الأمن الداخلي الأمريكية القاعدة النهائية لمبادرة السفر في نصف الكرة الغربي، والتي تتعلق بمتطلبات تحديد الهوية الجديدة للمواطنين الأمريكيين والمسافرين الدوليين الذين يدخلون الولايات. تم تنفيذ هذه القاعدة، التي كانت تمثل المرحلة الأولى من المبادرة، في 23 يناير 2007، حيث حددت ستة أشكال لتحديد الهوية مقبولة لعبور الحدود الأمريكية.

### قضايا أمنية

#### تهريب

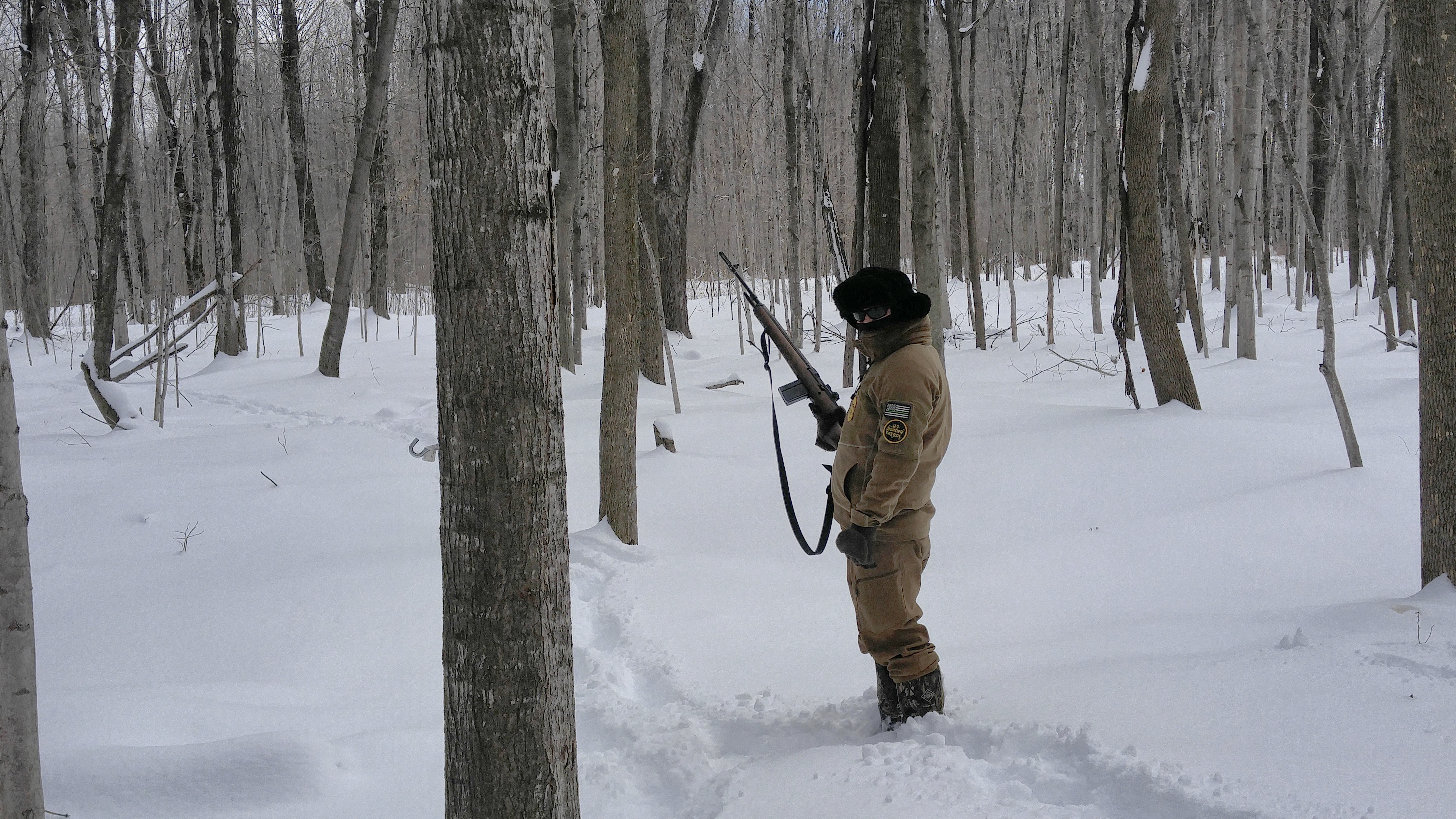
عميل لدوريات الحدود الأمريكية يتعقب شخصًا ما في ظروف الشتاء القاسية على الحدود الشمالية

كان تهريب المشروبات الكحولية واسع الانتشار خلال عشرينيات القرن الماضي، عندما كان الحظر ساري المفعول على الصعيد الوطني في الولايات المتحدة وأجزاء من كندا.
في السنوات الأخيرة، لفت المسؤولون الكنديون الانتباه إلى تهريب المخدرات والسجائر والأسلحة النارية من الولايات المتحدة، في حين قدم المسؤولون الأمريكيون شكاوى من تهريب المخدرات عبر كندا. في يوليو 2005، ألقى رجال إنفاذ القانون القبض على ثلاثة رجال قاموا ببناء 360 قدم (110 م) نفق تحت الحدود بين كولومبيا البريطانية وواشنطن، مخصص لتهريب الماريجوانا، وهو أول نفق معروف على هذه الحدود. من عام 2007 إلى عام 2010، تم القبض على 147 شخصًا على ممتلكات مبيت وإفطار في بلين، واشنطن، لكن العملاء يقدرون أنهم قبضوا على حوالي 5٪ فقط من المهربين.
بسبب موقعها، تشهد كورنوال، أونتاريو، عمليات تهريب مستمرة - معظمها للتبغ والأسلحة النارية من الولايات المتحدة. يمتد إقليم موهوك المجاور في أكويساسني على حدود أونتاريو - كيبيك - نيويورك، حيث تمنع الأمم الأولى شرطة مقاطعة أونتاريو، سريتي دو كيبيك، شرطة الخيالة الكندية الملكية، وكالة خدمات الحدود الكندية، خفر السواحل الكندية، حرس الحدود الأمريكي، الولايات المتحدة خفر سواحل الولايات، وشرطة ولاية نيويورك من ممارسة الولاية القضائية على التبادلات التي تحدث داخل الإقليم.

#### احتلال الحدود 2009
في مايو 2009، احتل شعب الموهوك في أكويساسني المنطقة المحيطة بمبنى الدخول التابع لوكالة خدمات الحدود الكندية احتجاجًا على قرار الحكومة الكندية بتسليح وكلاءها الحدوديين أثناء العمل في منطقة الموهوك. تم إغلاق الجزء الشمالي من جسر سيواي الدولي ومنشآت التفتيش التابعة لوكالة خدمات الحدود الكندية. خلال ذلك، تم استبدال العلم الكندي بعلم شعب الموهوك. على الرغم من أن الجمارك الأمريكية ظلت مفتوحة أمام حركة المرور باتجاه الجنوب، إلا أن المسؤولين الأمريكيين والكنديين منعوا حركة المرور باتجاه الشمال على الجانب الأمريكي. ظلت الحدود الكندية عند هذا المعبر مغلقة لمدة ستة أسابيع. في 13 يوليو 2009، فتحت محطة تفتيش مؤقتة في الطرف الشمالي من الامتداد الشمالي للجسر في مدينة كورنوال، مما سمح لحركة المرور بالتدفق مرة أخرى في كلا الاتجاهين.
نظم شعب الموهوك في أكويساسني احتجاجات مستمرة على هذه الحدود. في عام 2014، اعترضوا على عملية جعلت عبورهم أكثر إرهاقًا. معتقدين أنه انتهك حقوقهم التعاهدية في حرية المرور. عند السفر من الولايات المتحدة إلى جزيرة كورنوال، يجب عليهم أولاً عبور جسر ثان إلى كندا للتفتيش في المحطة الحدودية الكندية الجديدة. وتجري متابعة المناقشات بين الوكالات الحكومية حول جدوى نقل مرافق التفتيش الحدودية الكندية على الجانب الأمريكي من الحدود.

#### أزمة المعابر الحدودية 2017

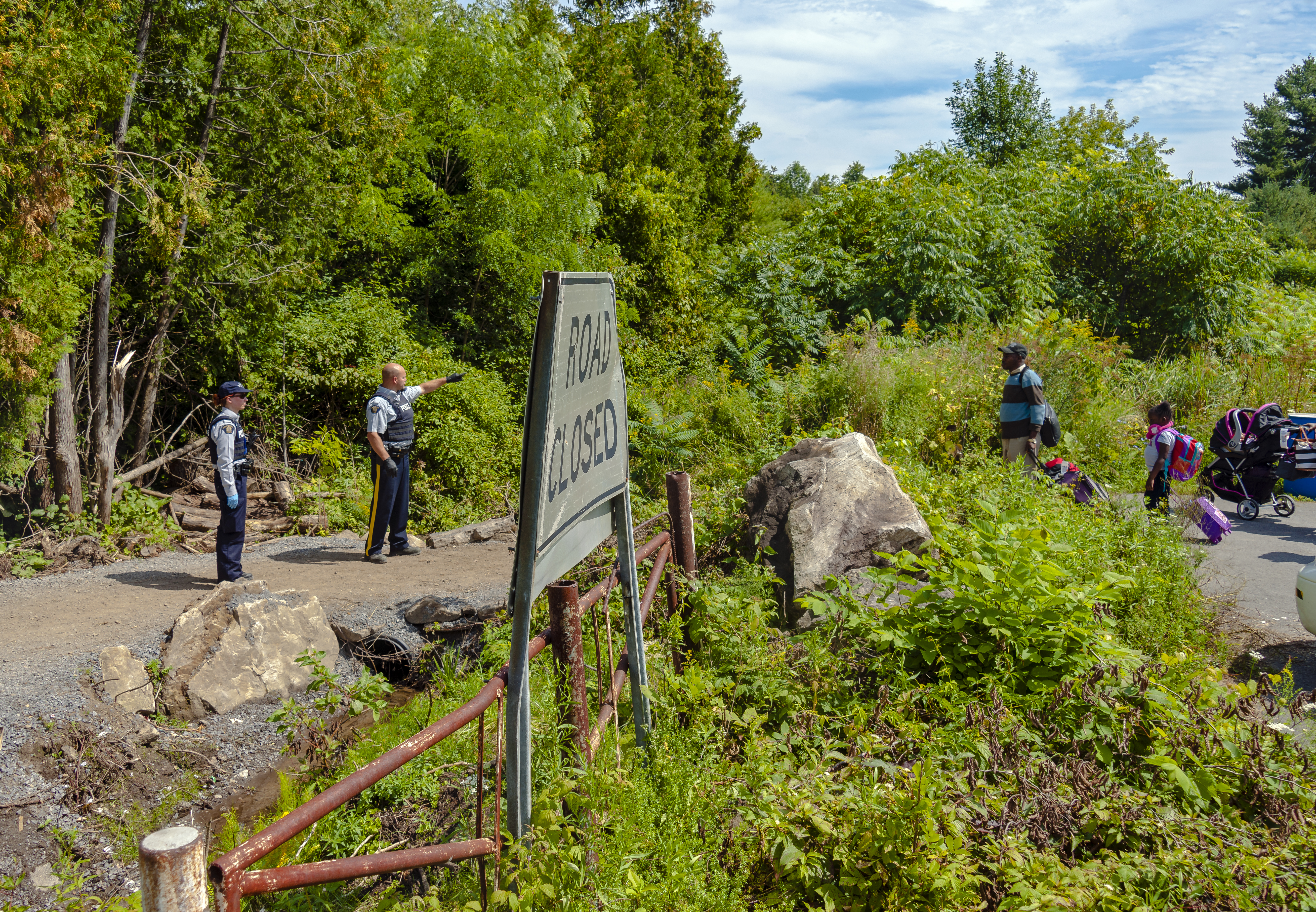
شرطة الخيالة الكندية الملكية يستعدون لاعتراض طالبي اللجوء الذين يعبرون الحدود من نيويورك إلى كيبيك، أغسطس 2017

في أغسطس 2017، شهدت الحدود بين كيبيك ونيويورك تدفقًا يصل إلى 500 عملية عبور غير نظامية كل يوم، من قبل الأفراد الذين يطلبون اللجوء في كندا. ونتيجة لذلك، زادت كندا من أمن الحدود وموظفي الهجرة في المنطقة، وأكدت حقيقة أن عبور الحدود بشكل غير نظامي ليس له أي تأثير على وضع اللجوء.
منذ بداية يناير 2017 وحتى نهاية مارس 2018، اعترضت شرطة الخيالة الكندية الملكية 25,645 شخصًا عبروا الحدود إلى كندا من نقطة دخول غير مصرح بها. تقدر منظمة السلامة العامة في كندا أن 2500 شخص آخر تم العثور عليهم في أبريل 2018 ليصبح المجموع أكثر من 28000.

## أطوال ومناطق الحدود

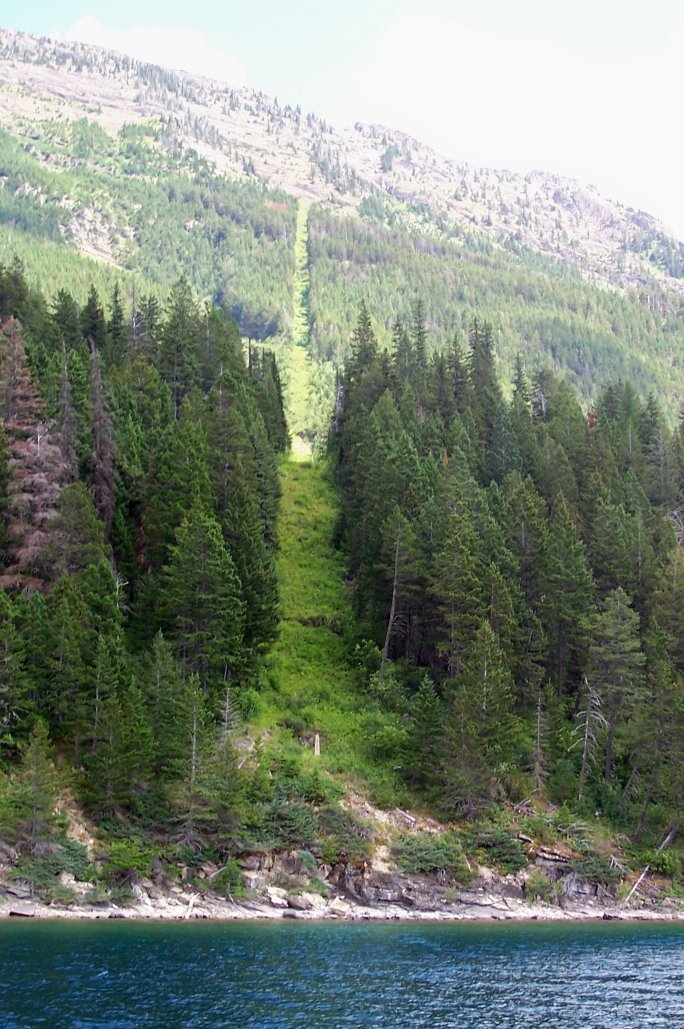
حدود ألبرتا - مونتانا من بحيرة واترتون. حدود الحدود الدولية خالية من الفرشاة والنباتات الكبيرة.

يبلغ طول الحدود الأرضية 8,891 كيلومتر (5,525 ميل) طويلاً، بما في ذلك المسطحات المائية والحدود بين ألاسكا وكندا التي تمتد على 1,538 ميل (2,475 كـم). ثمانية من أصل ثلاثة عشر مقاطعة ومنطقة في كندا وثلاثة عشر من أصل خمسين ولاية أمريكية تقع على طول هذه الحدود الدولية. باستثناء جزيرة الأمير إدوارد، تشترك جميع المقاطعات والأقاليم الكندية التي لا تشترك في الحدود مع الولايات المتحدة في حدود إقليمية واحدة على الأقل مع واحدة.
|       |              |                      |       |                     |                                |  |
| مرتبة | حالة         | طول الحدود مع كندا   | مرتبة | مقاطعة / الإقليم    | طول الحدود مع الولايات المتحدة |  |
| 1     | ألاسكا       | 2,475 كم (1,538 ميل) | 1     | أونتاريو            | 2727 كم (1,682 ميل)            |  |
| 2     | ميشيغان      | 1160 كم (721 ميل)    | 2     | كولومبيا البريطانية | 2,168 كم (1,347 ميل)           |  |
| 3     | مين          | 983 كم (611 ميل)     | 3     | يوكون               | 1,244 كم (786 ميل)             |  |
| 4     | مينيسوتا     | 880 كم (547 ميل)     | 4     | كيبيك               | 813 كم (505 ميل)               |  |
| 5     | مونتانا      | 877 كم (545 ميل)     | 5     | ساسكاتشوان          | 632 كم (393 ميل)               |  |
| 6     | نيويورك      | 716 كم (445 ميل)     | 6     | برونزيك جديد        | 513 كم (318 ميل)               |  |
| 7     | واشنطن       | 687 كم (427 ميل)     | 7     | مانيتوبا            | 497 كم (309 ميل)               |  |
| 8     | شمال داكوتا  | 499 كم (310 ميل)     | 8     | ألبرتا              | 298 كم (185 ميل)               |  |
| 9     | أوهايو       | 235 كم (146 ميل)     |       |                     |                                |  |
| 10    | فيرمونت      | 145 كم (90 ميل)      |       |                     |                                |  |
| 11    | نيو هامبشاير | 93 كم (58 ميل)       |       |                     |                                |  |
| 12    | ايداهو       | 72 كم (45 ميل)       |       |                     |                                |  |
| 13    | بنسلفانيا    | 68 كم (42 ميل)       |       |                     |                                |  |

### يوكون

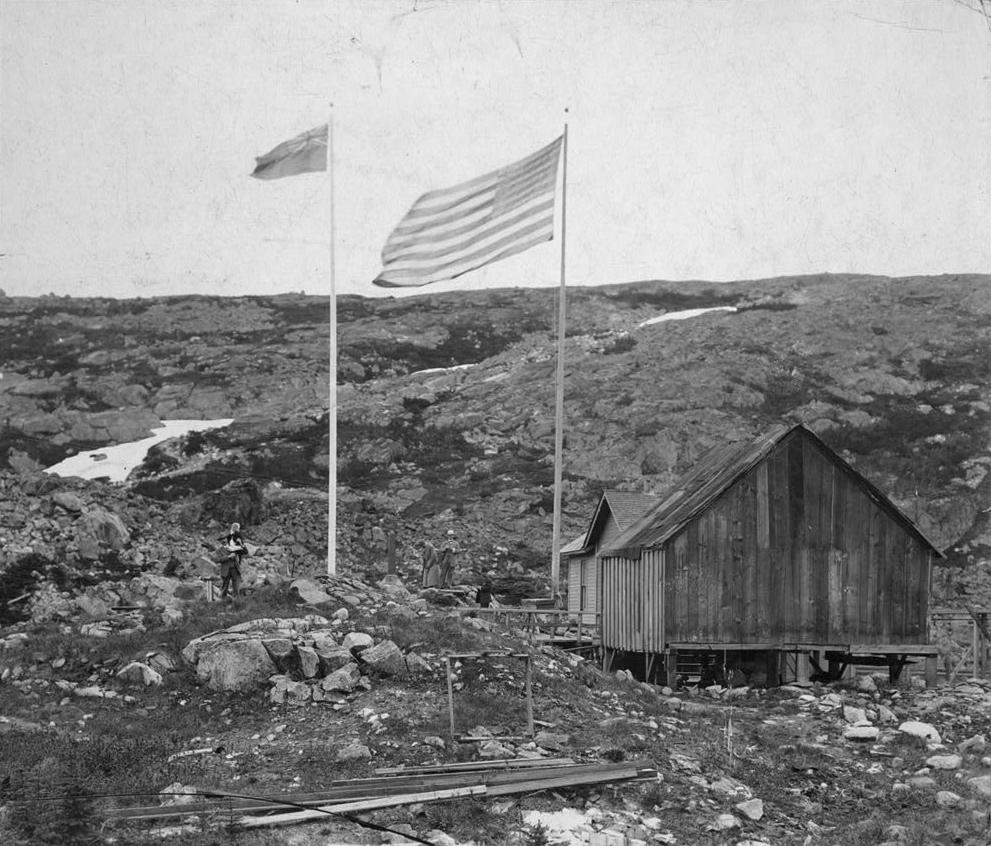
الحدود الدولية بين يوكون وألاسكا (حوالي 1900-1923)

على الأراضي الكندية من يوكون تشترك حدودها الكاملة مع الولايات المتحدة الأمريكية دولة ولاية ألاسكا، ابتداء من بحر بوفورت جنوبًا على طول خط الطول 141 غربًا. عند 60 ° 18′ شمالاً، تمتد الحدود بعيداً عن خط الطول 141 غرباً في اتجاه جنوبي شرقي، متبعةً جبال سانت إلياس. جنوب خط العرض 60 شمالًا، تستمر الحدود في كولومبيا البريطانية.

### كولومبيا البريطانية
كولومبيا البريطانية لها حدودان دوليتان مع الولايات المتحدة: مع ولاية ألاسكا على طول شمال غرب كولومبيا البريطانية، ومع الولايات المتحدة المتجاورة على طول الحافة الجنوبية للمقاطعة، بما في ذلك (من الغرب إلى الشرق) واشنطن وأيداهو ومونتانا.
تمتد حدود ألاسكا في كولومبيا البريطانية، بدءًا من حدود يوكون، عبر جبال سانت إلياس، تليها جبل. فيروذر حيث يتجه الحد شمالاً غرباً نحو جبال الساحل. تبدأ الحدود في اتجاه عام جنوبي شرقي على طول جبال الساحل. تصل الحدود في النهاية إلى قناة بورتلاند وتتبعها إلى الخارج إلى مدخل ديكسون، الذي يأخذ الحدود إلى أسفل ويخرج إلى المحيط الهادئ، وينتهي بها عند الوصول إلى المياه الدولية.
تبدأ حدود كولومبيا البريطانية على طول الولايات المتحدة المتاخمة جنوب غرب جزيرة فانكوفر وشمال غرب شبه الجزيرة الأولمبية، عند نهاية المياه الدولية في المحيط الهادئ. يتبع مضيق خوان دي فوكا شرقا، ويتجه شمالا لدخول مضيق هارو. تتبع الحدود المضيق في اتجاه الشمال، لكنها تنعطف بشدة شرقاً عبر ممر الحدود، وتفصل جزر الخليج الكندية عن جزر سان خوان الأمريكية. عند الوصول إلى مضيق جورجيا، تنعطف الحدود شمالًا ثم باتجاه الشمال الغربي، وتشطر المضيق حتى خط العرض 49 شمالًا. بعد إجراء منعطف حاد باتجاه الشرق، تتبع الحدود هذا التوازي عبر شبه جزيرة تساواسن، وتفصل بين بوينت روبرتس وواشنطن ودلتا وكولومبيا البريطانية وتستمر في ألبرتا.

### مراعي طبيعية

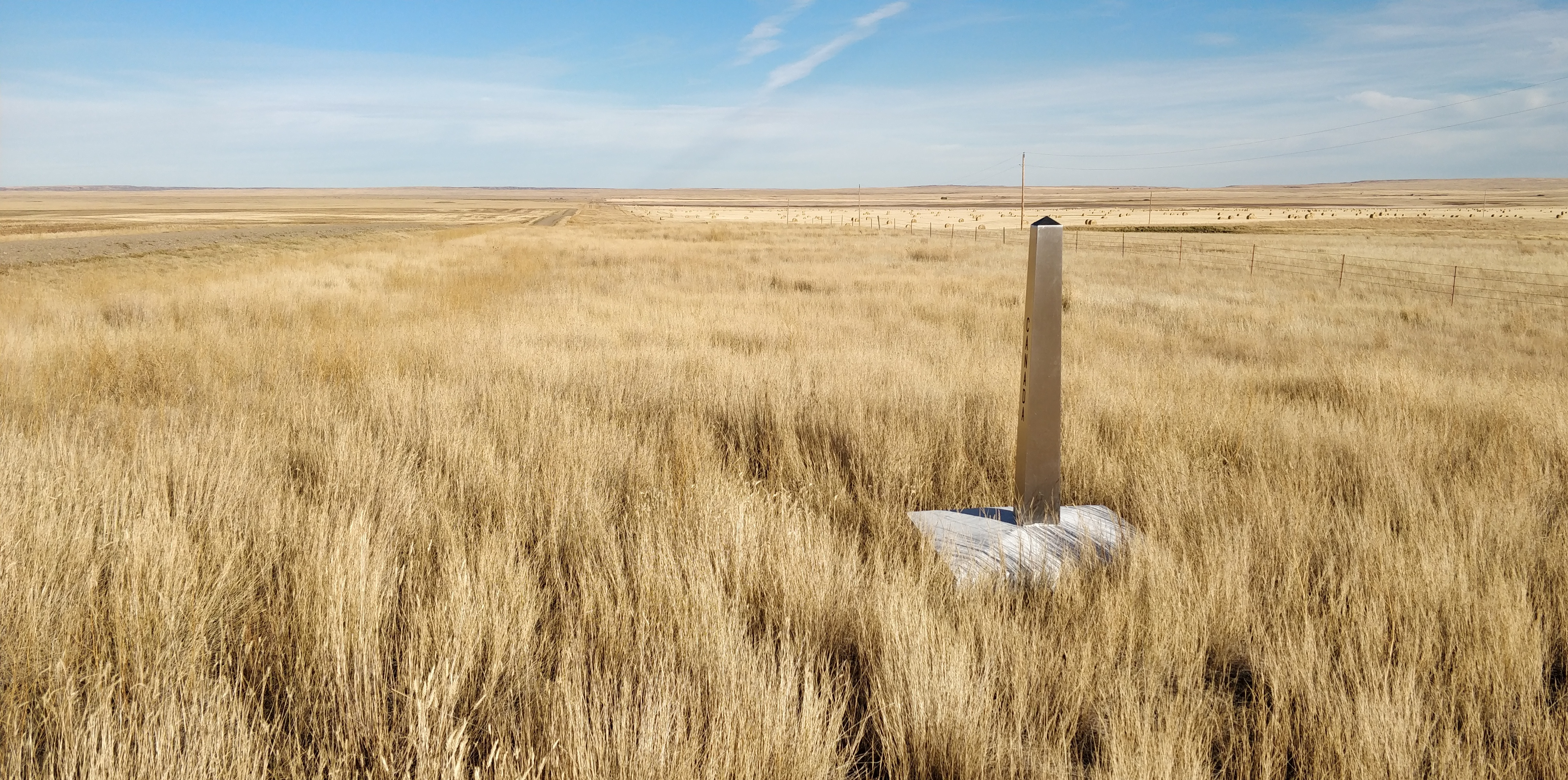
المنطقة شبه القاحلة بين ساسكاتشوان ومونتانا مستوطنة بشكل خفيف

تقع الحدود الكندية الأمريكية بأكملها في مقاطعات ألبرتا وساسكاتشوان على خط العرض 49 شمالًا. تشترك كلتا المقاطعتين في الحدود مع ولاية مونتانا، بينما تشترك ساسكاتشوان في الحدود مع نورث داكوتا.
جنبا إلى جنب مع ولايتي نورث داكوتا ومينيسوتا (من الغرب إلى الشرق)، تقع الحدود الكندية الأمريكية بأكملها تقريبًا في مانيتوبا على خط العرض 49 شمالًا.

### أونتاريو

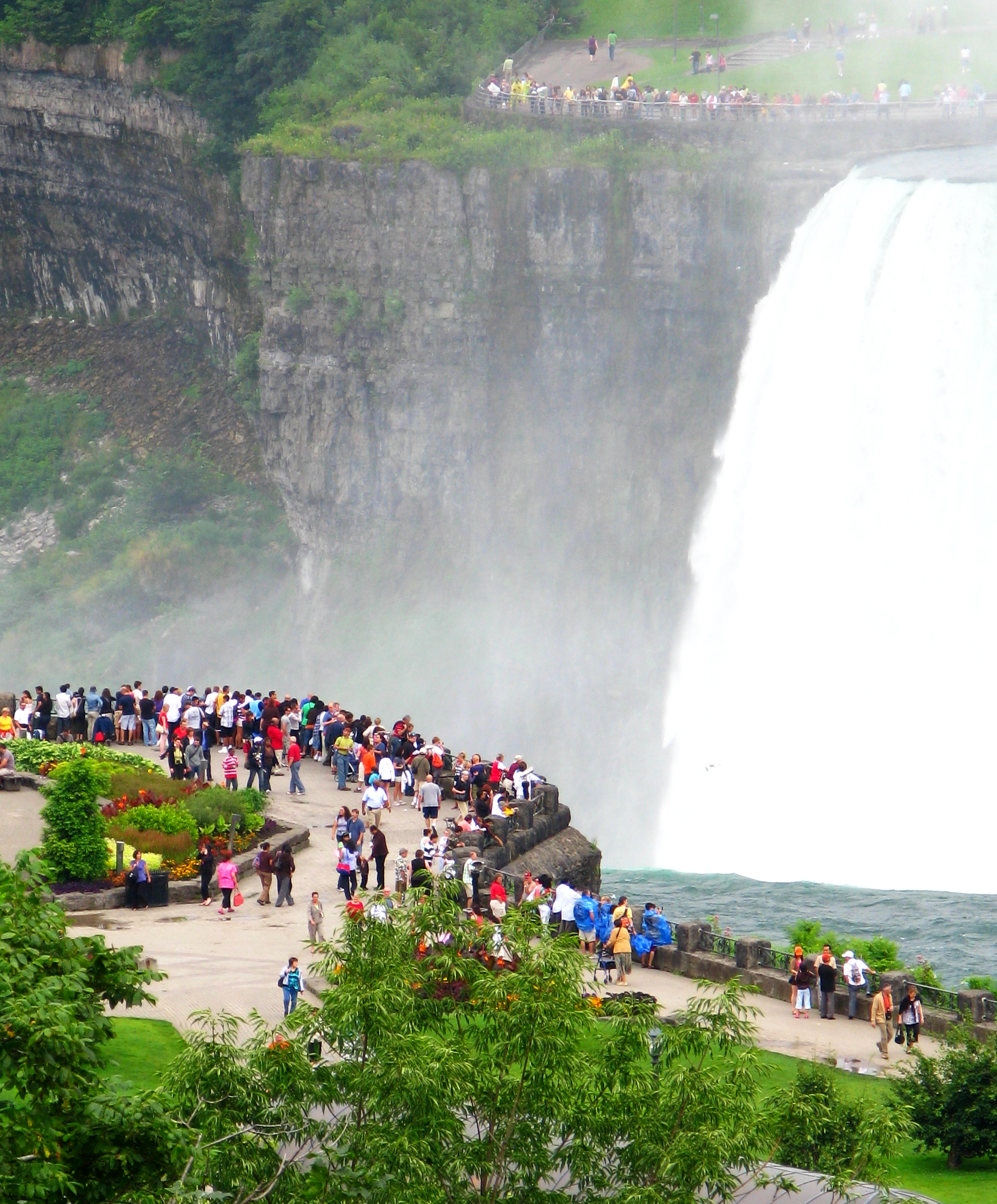
السياح في شلالات نياجرا، أونتاريو (أسفل) وشلالات نياجرا، نيويورك

تشترك مقاطعة أونتاريو في حدودها (من الغرب إلى الشرق) مع ولايات مينيسوتا وميتشيغان وأوهايو وبنسلفانيا ونيويورك. أكبر حدود دولية إقليمية، ومعظم الحدود عبارة عن حدود مائية. وهي تبدأ عند نقطة الشمالي الغربي من شمال غرب ولاية مينيسوتا ثم شرقا من خلال مدخل زاوية في بحيرة من وودز، وتحول إلى الجنوب حيث يستمر في نهر رايني. تتبع الحدود النهر إلى بحيرة رايني، ثم بعد ذلك عبر العديد من البحيرات الأصغر، بما في ذلك بحيرة ناماكان ولاك لا كروكس وبحيرة سي نورس، الذي يقودها إلى بحيرة سوبيريور. تستمر الحدود عبر بحيرة سوبيريور وخليج وايتفيش، إلى نهر سانت ماري ثم القناة الشمالية.

### كيبيك
تقع مقاطعة كيبيك على حدود (من الغرب إلى الشرق) ولايات نيويورك وفيرمونت ونيو هامبشاير وماين، حيث تبدأ من حيث تنتهي حدود أونتاريو ونيويورك في نهر سانت لورانس عند خط العرض 45 شمالًا.

### نيو برونزيك
ويشارك كامل الحدود نيو برونزويك مع الولايات المتحدة الأمريكية دولة ولاية ماين، ابتداء من الطرف الجنوبي لبحيرة الصديق إلى نهر سانت جون. تنتقل الحدود عبر سانت كروا إلى خليج باساماكودي، الذي يقودها بعد ذلك إلى جزيرة جراند مانان في منتصف خليج فندي. وهنا تتجه الحدود نحو الجنوب وتنتهي عند وصولها إلى المياه الدولية.

## المعابر والحدود

### المطارات

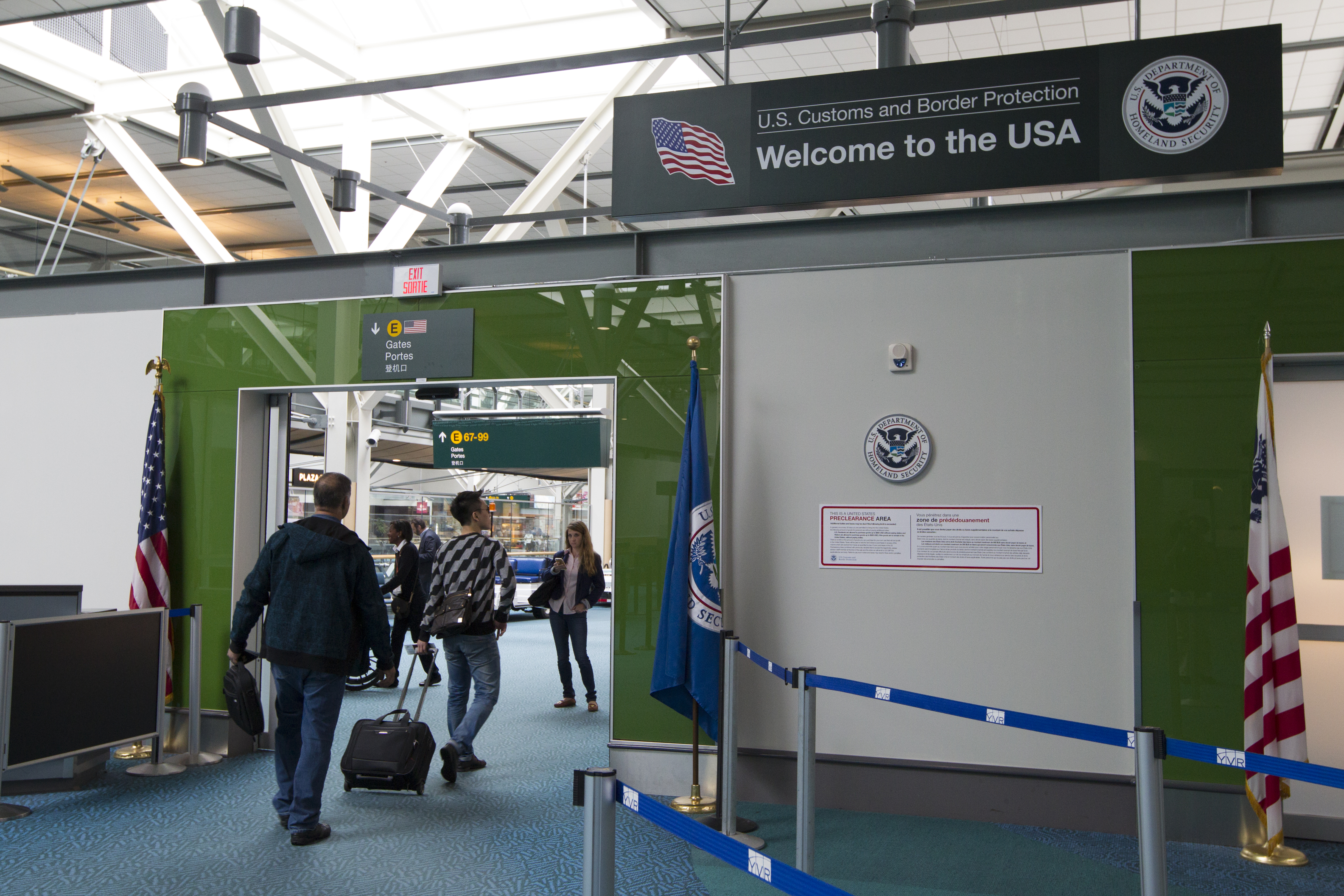
مدخل منطقة التخليص المسبق الأمريكية في مطار فانكوفر الدولي. تقع مناطق التخليص المسبق في العديد من المطارات الكندية للمساعدة في تسريع العملية الجمركية.

تحتفظ الولايات المتحدة بمرافق التخليص المسبق في ثمانية مطارات كندية مع خدمة جوية دولية إلى الولايات المتحدة: كالجاري؛ ادمونتون. هاليفاكس ستانفيلد مونتريال - ترودو؛ أوتاوا ماكدونالد كارتييه ؛ تورنتو - بيرسون، فانكوفر؛ ووينيبيغ جيمس أرمسترونج ريتشاردسون. تعمل هذه الإجراءات على تسريع السفر من خلال السماح للرحلات الجوية القادمة من كندا بالهبوط في مطار أمريكي دون أن تتم معالجتها على أنها وصول دولي. لا تحتفظ كندا بعدد مماثل من الموظفين في مطارات الولايات المتحدة بسبب العدد الهائل للرحلات المتجهة إلى كندا من مواقع المغادرة بالولايات المتحدة، وكذلك بسبب العدد المحدود للرحلات الجوية مقارنةً بالرحلات المتجهة إلى الولايات المتحدة والتي تغادر المطارات الكندية الرئيسية.

#### المطارات العابرة للحدود
أحد الأشياء المثيرة للاهتمام على الحدود بين كندا والولايات المتحدة هو وجود ستة مطارات و 11 قاعدة للطائرات المائية تمتد مدارجها على امتداد الخط الحدودي. تم بناء هذه المطارات قبل دخول الولايات المتحدة الحرب العالمية الثانية كطريقة لنقل الطائرات الأمريكية الصنع، مثل لوكهيد هدسون، إلى كندا بموجب أحكام قانون الإعارة والتأجير. من أجل الحفاظ على الحياد، تم منع الطيارين العسكريين الأمريكيين من تسليم طائرات مقاتلة إلى كندا. نتيجة لذلك، تم نقل الطائرات إلى الحدود، حيث هبطت، ثم تم سحبها على عجلات فوق الحدود بواسطة الجرارات أو الخيول طوال الليل. في اليوم التالي، تم تجهيز الطائرات بطيارين من سلاح الجو الملكي البريطاني وتم نقلهم إلى مواقع أخرى، عادةً القواعد الجوية في شرق كندا ونيوفاوندلاند، حيث تم نقلهم إلى المملكة المتحدة ونشرهم في معركة بريطانيا.

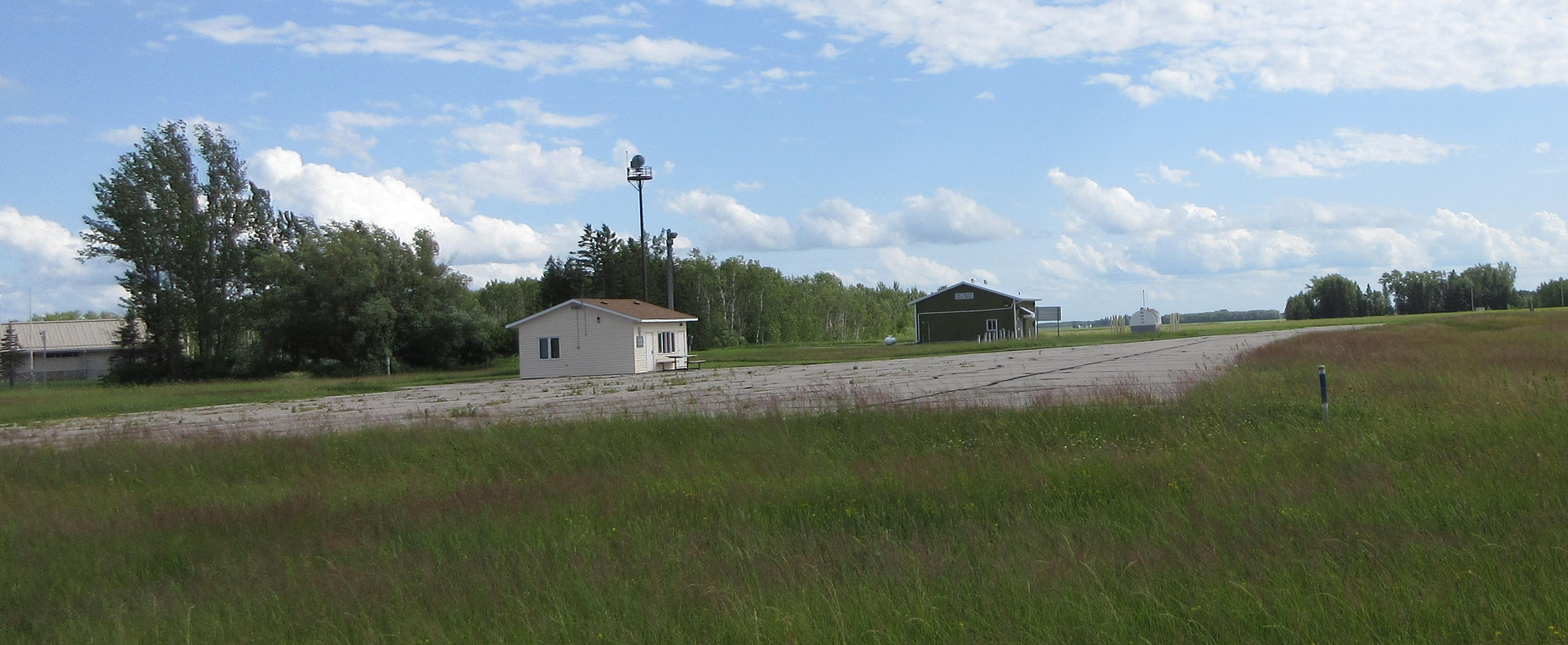
مرافق منحدر في مطار بايني بينيكريك بوردر. يقع المبنى الأيسر والمنحدر شمال الحدود في كندا ؛ أولئك الذين على اليمين في الولايات المتحدة.

يقع مطار بايني بينكريك بوردر في بيني ومانيتوبا وبينكريك بولاية مينيسوتا. يمتد المدرج الموجه نحو الشمال الغربي والجنوب الشرقي على الحدود، ويوجد منحدرين: أحدهما في الولايات المتحدة والآخر في كندا. المطار مملوك من قبل وزارة النقل في مينيسوتا.
محطة مطارس كوبي الحدود يقع في ساسكاتشوان وسكوبي، مونتانا. والمطار مملوك بشكل مشترك من قبل الحكومتين الكندية والأمريكية، ويقع المدرج بين الشرق والغرب على خط الحدود بالضبط.
يقع مطار كوتس / روس الدولي في ألبرتا ومونتانا. مثل كوروناتش / سكوبي، يقع المدرج بين الشرق والغرب على الحدود تمامًا. المطار مملوك بالكامل من قبل قسم الملاحة الجوية بوزارة النقل في مونتانا (DOT).
تحتوي العديد من قواعد الطائرات المائية على مدارج مائية تعبر الحدود، على الرغم من صعوبة التأكد من مدى ذلك. يتم احتواء جميع المرافق الأرضية للقواعد داخل بلد أو آخر، ومع ذلك، مما يؤدي إلى مواقف متعددة حيث قد تشترك قواعد الطائرات المائية المزدوجة في نفس الجسم المائي. توجد مرافق الطائرة المائية التالية على الحدود:
- مطار ساند بوينت ليك ووتر (مينيسوتا / أونتاريو)
- مطار باوديت الدولي (مينيسوتا / أونتاريو)
- قاعدة هايدر الطائرة المائية ومطار ستيوارت المائي (ألاسكا / كولومبيا البريطانية) [55]

### المعابر الحدودية البرية

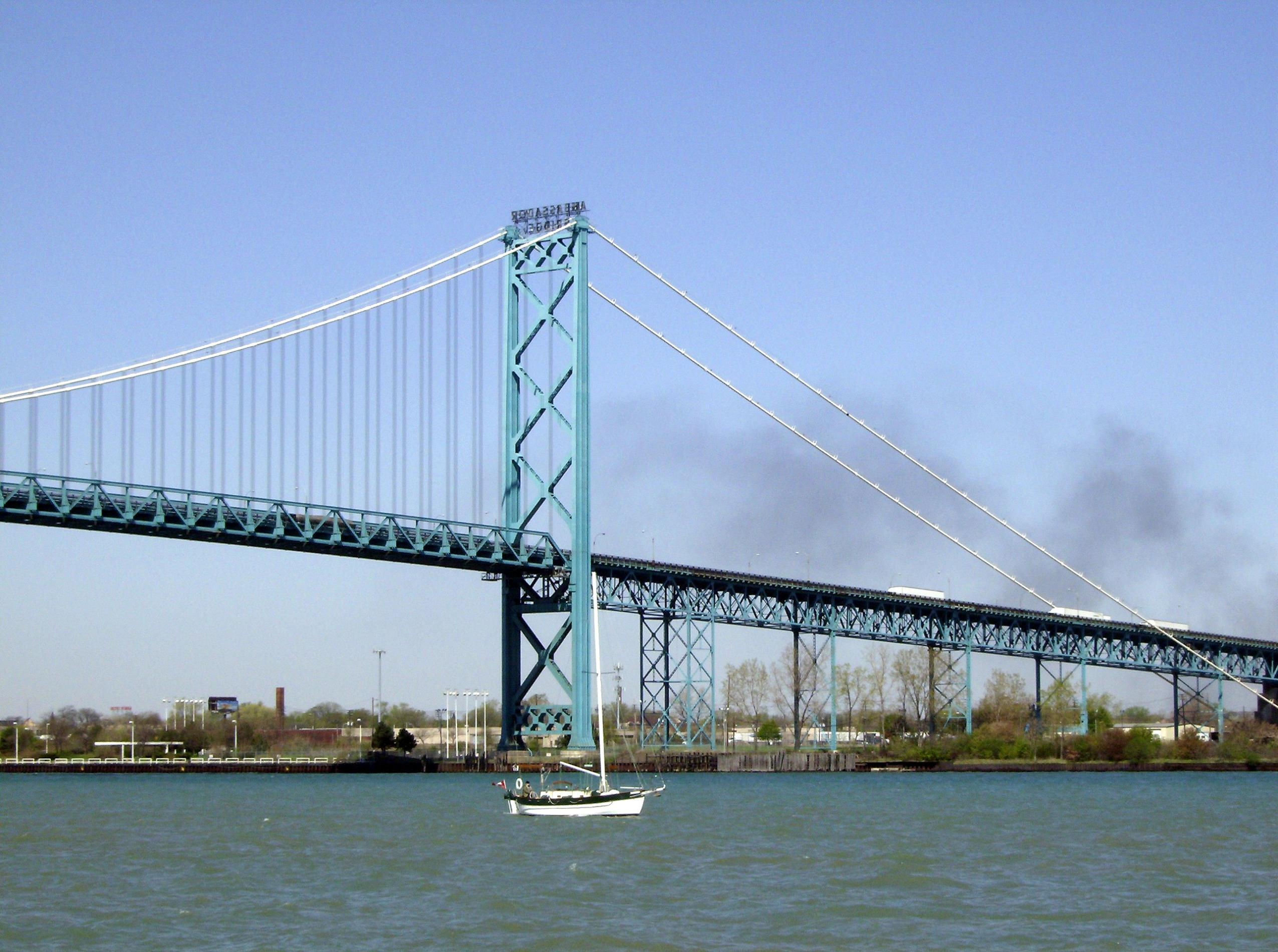
جسر أمباسادور بين ميشيغان وأونتاريو، هو أكثر المعابر الحدودية ازدحامًا على الحدود الدولية

يوجد حاليًا 119 معبرًا حدوديًا بريًا قانونيًا بين الولايات المتحدة وكندا، 26 منها تتم في جسر أو نفق. 2 فقط من أصل 119 معبرا في اتجاه واحد، معبر تشوروبوسكو - فرانكلين سنتر الحدودي، حيث يمكن للمسافرين دخول الولايات المتحدة فقط ؛ ومعبر فور فولز الحدودي، حيث يمكن للمسافرين دخول كندا فقط.
هناك ستة طرق بها تقاطعات طرق غير مزدحمة، ولا يوجد بها خدمات تفتيش على الحدود في أحد الاتجاهين أو كلاهما، حيث يُسمح للمسافرين قانونًا بعبور الحدود. أولئك الذين يعبرون مطالبون بإبلاغ الجمارك، التي تتمركز في الداخل.

#### معابر السكك الحديدية
هناك 39 خطًا للسكك الحديدية تعبر الحدود بين الولايات المتحدة وكندا، تسعة منها لم تعد مستخدمة. أحد عشر من هذه السكة الحديد يعبر الحدود عند جسر أو نفق.
أربعة خطوط سكك حديدية دولية فقط تنقل الركاب بين الولايات المتحدة وكندا في محطة باسيفيك المركزية في فانكوفر، يتعين على الركاب المرور عبر مرافق التخليص المسبق الأمريكية وتمرير أمتعتهم من خلال جهاز الأشعة السينية قبل السماح لهم بركوب قطار أمتراك كاسكيدس المتجه إلى سياتل، والذي لا يتوقف قبل عبور الحدود. لا تتوفر مرافق التخليص المسبق لقطارات آديرونداك الشهيرة (من مدينة نيويورك إلى مونتريال) أو قطارات مابل ليف (من مدينة نيويورك إلى تورنتو)، نظرًا لأن هذه الخطوط لها محطات توقف بين مونتريال أو تورنتو والحدود. بدلاً من ذلك، يجب على الركاب تخليص الجمارك في محطة تقع على الحدود الفعلية.

### الموانئ البحرية
هناك 13 معابر عبارات دولية تعمل بين الولايات المتحدة وكندا. اثنان منهم يحملان ركابا فقط وواحد يحمل فقط عربات سكة حديد. أربع من المعابر تعمل فقط على أساس موسمي.
على غرار مرافق التخليص المسبق في المطارات الكندية، توجد ترتيبات في الموانئ البحرية الكندية الرئيسية التي تتعامل مع شحنات الاستيراد المباشر المختومة إلى الولايات المتحدة على طول الساحل الشرقي، تعمل خدمات العبارات بين مقاطعة نيو برونزويك وولاية مين، بينما في الساحل الغربي، وتعمل بين كولومبيا البريطانية وولايتي واشنطن وألاسكا. هناك أيضًا العديد من خدمات العبارات في منطقة البحيرات العظمى التي تعمل بين مقاطعة أونتاريو وولايات ميشيغان ونيويورك وأوهايو. أنهت العبارة بين مين ونوفا سكوشا عملياتها في عام 2009، واستؤنفت مرة أخرى في عام 2014.
على جزيرة القلب في نهر سانت لورانس، تمتلك قلعة بولدت نقطة مراقبة حدودية مع عدم وجود موقع محدد على الجانب الكندي.

### المباني العابرة للحدود

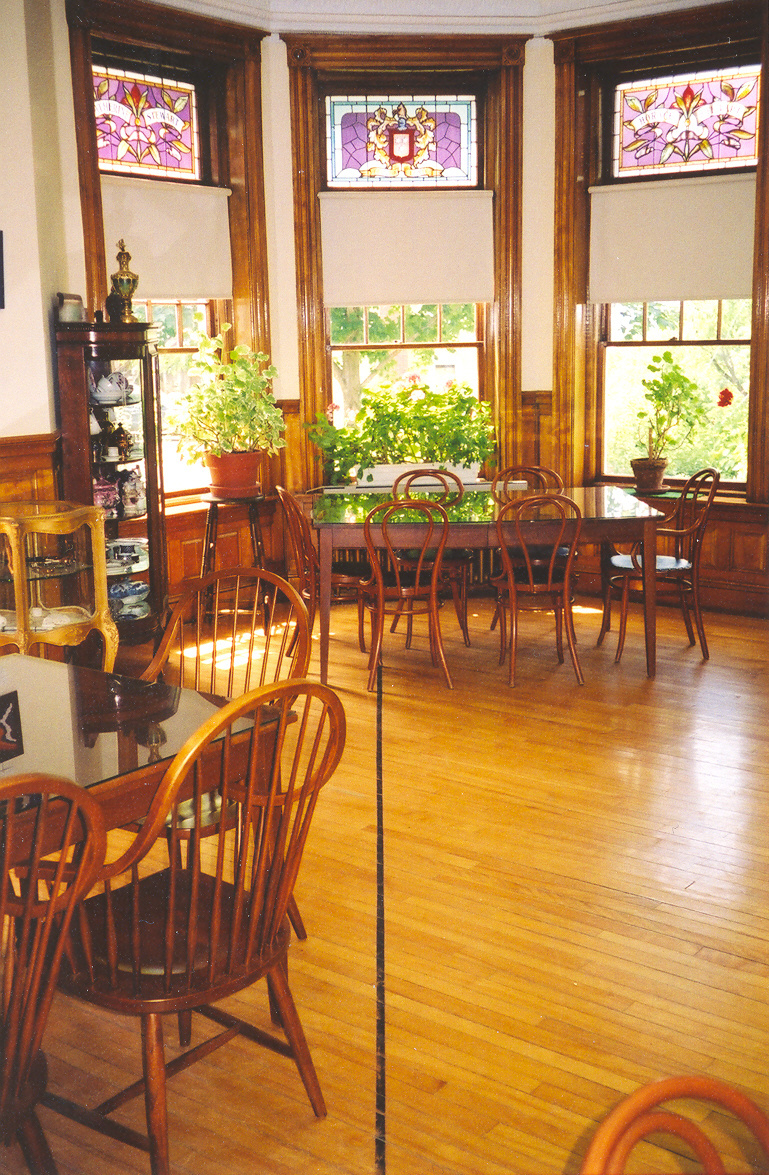
تقع مكتبة هاسكل على الحدود الدولية، مع تحديد الحدود بخط أسود على أرضية غرفة القراءة الخاصة بها

منزل الخط هو مبنى يقع بحيث تمر عبره حدود دولية. توجد العديد من هذه المباني على طول الحدود بين الولايات المتحدة وكندا:
- تقع مكتبة هاسكيل فري ودار الأوبرا على الحدود في ديربي لاين.
- منازل خاصة مقسمة بين بيب بلين وكيبيك وبيبي بلين في فيرمونت ؛
- منزل مقسم بين ريتشفورد وأبركورن.[56][57]
- البيت المنتصف (The Halfway House) عبارة عن حانة تم بناؤها عام 1820 قبل مسح الحدود، [58] والتي تمتد على الحدود بين دندي وكيبيك وفورت كوفينجتون بنيويورك.[59]

تقسم حدود مين ونيو برونزويك نادي وادي أروستوك الريفي.

## تقسيمات الحدود

### المعازل العملية لكندا

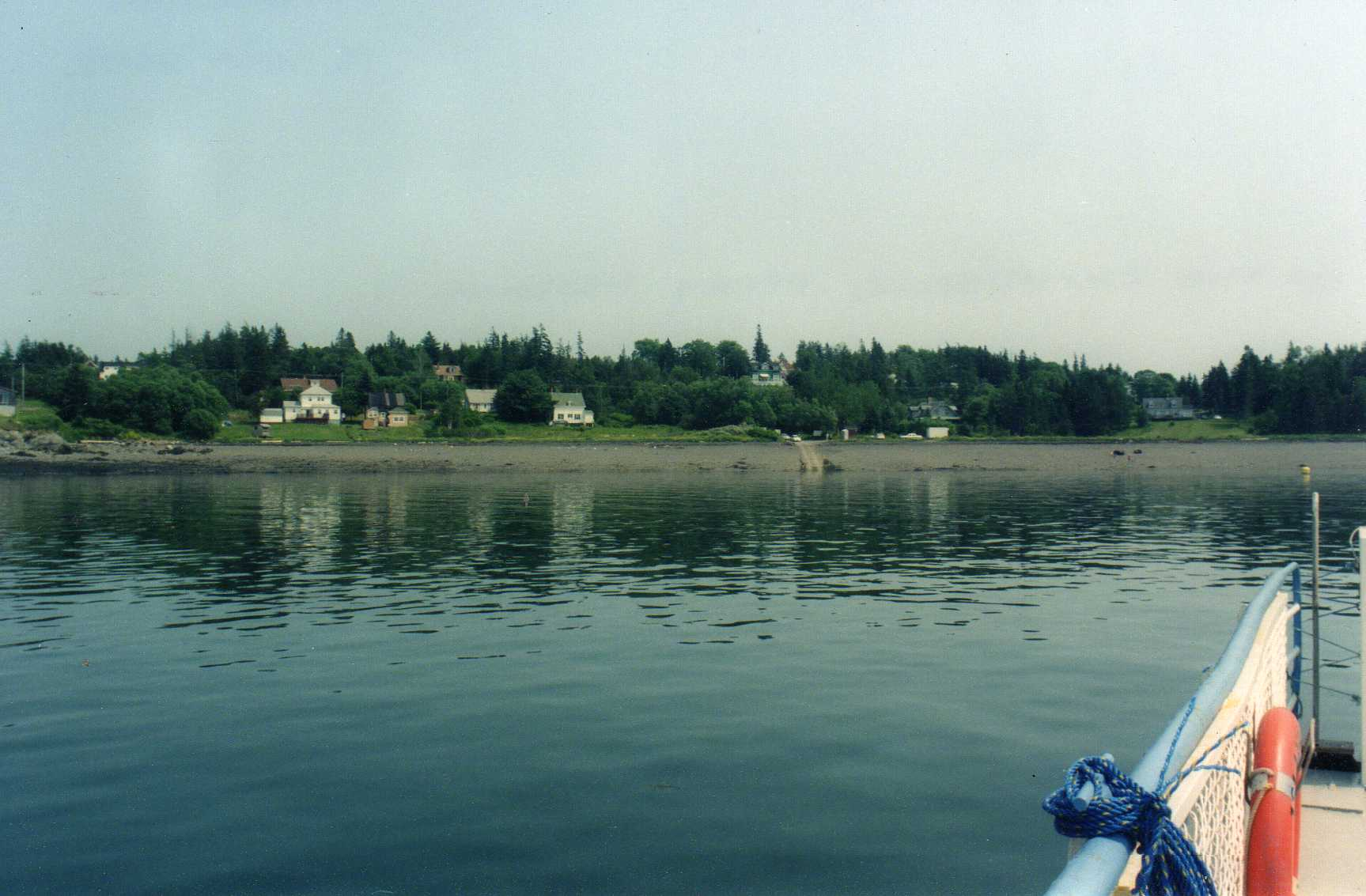
جزيرة كامبوبيلو هي معزل عملي لكندا، مع وصول بري إلى البر الرئيسي لولاية ماين فقط

أكويساسني: الجزء الغربي من كيبيك من محمية أكويساسني هو معزل عملي لكندا بسبب نهر سانت لورانس من الشمال ونهر سانت ريجيس من الشرق ولاية نيويورك بالولايات المتحدة من الجنوب. للسفر برا إلى مكان آخر في كندا، يجب على المرء أن يقود سيارته عبر ولاية نيويورك.
جزيرة كامبوبيلو : تقع عند مدخل خليج باساماكودي، بجوار مدخل خليج كوبسكوك، وداخل خليج فندي. الجزيرة جزء من مقاطعة شارلوت، نيو برونزويك، لكنها في الواقع متصلة جسديًا بجسر فرانكلين ديلانو روزفلت مع لوبيك، مين، أقصى الطرف الشرقي للولايات المتحدة القارية.

### المعزوفات العملية للولايات المتحدة

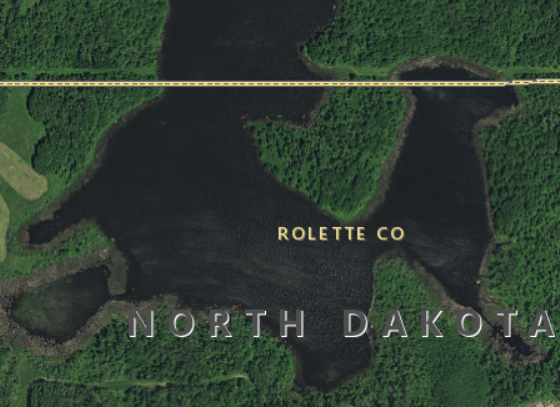
الجزء الأمريكي من شبه جزيرة البحيرة هذه له حدود برية مع كندا، مما يجعل الوصول إليها ممكنًا فقط عبر كندا. صورة من هيئة المسح الجيولوجي الأمريكية.

ألاسكا دولة أمريكية غير متجاورة يحدها بحر بيرنغ. المحيط المتجمد الشمالي والمحيط الهادئ؛ ومقاطعة كولومبيا البريطانية ويوكون الكندية. بالإضافة إلى ذلك، وبسبب التضاريس، لا يمكن الوصول إلى العديد من البلديات في جنوب شرق ألاسكا («بانهاندل») عن طريق البر، إلا عبر كندا. على وجه التحديد، لا يمكن الوصول إلى مدينة هايدر، ألاسكا إلا من خلال ستيوارت، كولومبيا البريطانية، أو بالطائرة العائمة. علاوة على ذلك، لا يمكن الوصول إلى هينز وسكاغواي إلا عبر كندا، على الرغم من وجود عبّارات سيارات تربطهما بأماكن أخرى في ألاسكا.
في مينيسوتا، إلم بوينت، قطعتان صغيرتان من الأرض إلى الغرب (بوفالو باي بوينت)، والزاوية الشمالية الغربية يحدهما مقاطعة مانيتوبا وبحيرة الغابة.
في فيرمونت، تحدّ كيبيك وبحيرة شامبلين، لسان ألبورغ، وكذلك مقاطعة بوينت، وهي النهاية الصغيرة لشبه جزيرة شرق ألبورغ. 
بوينت روبرتس، واشنطن يحدها كولومبيا البريطانية، ومضيق جورجيا، وخليج باونداري.

### مناطق منقسمة
بين كيبيك وفيرمونت، جزيرة المقاطعة هي قطعة أرض تقع في المقام الأول في كندا، على الرغم من أن جزءًا صغيرًا من الجزيرة يقع في ولاية الولايات المتحدة، ويقع جنوب خط العرض 45 مع مشهد حدودي يمثل الحدود الدولية. شارع كانوسا هو الجزء الوحيد من الحدود بين كندا والولايات المتحدة المقسم في منتصف الشارع.
بين نورث داكوتا ومانيتوبا، تقسم الحدود الدولية شبه جزيرة داخل بحيرة على حدود مقاطعة روليت، إن دي، ومنطقة واكوبا لإدارة الحياة البرية، إم بي. وبالمثل، تقع بحيرة ميتيغوش في بلدة رولاند، إن دي، على حدود بلدية وينشستر، إم بي. تقسم الحدود الخط الساحلي، وتضع الكبائن الكندية على جانب واحد والشاطئ وأرصفة القوارب لتلك الكبائن على الجانب الأمريكي، في حين أن الوصول البري يكون فقط عبر كندا.

### النزاعات الحدودية المتبقية

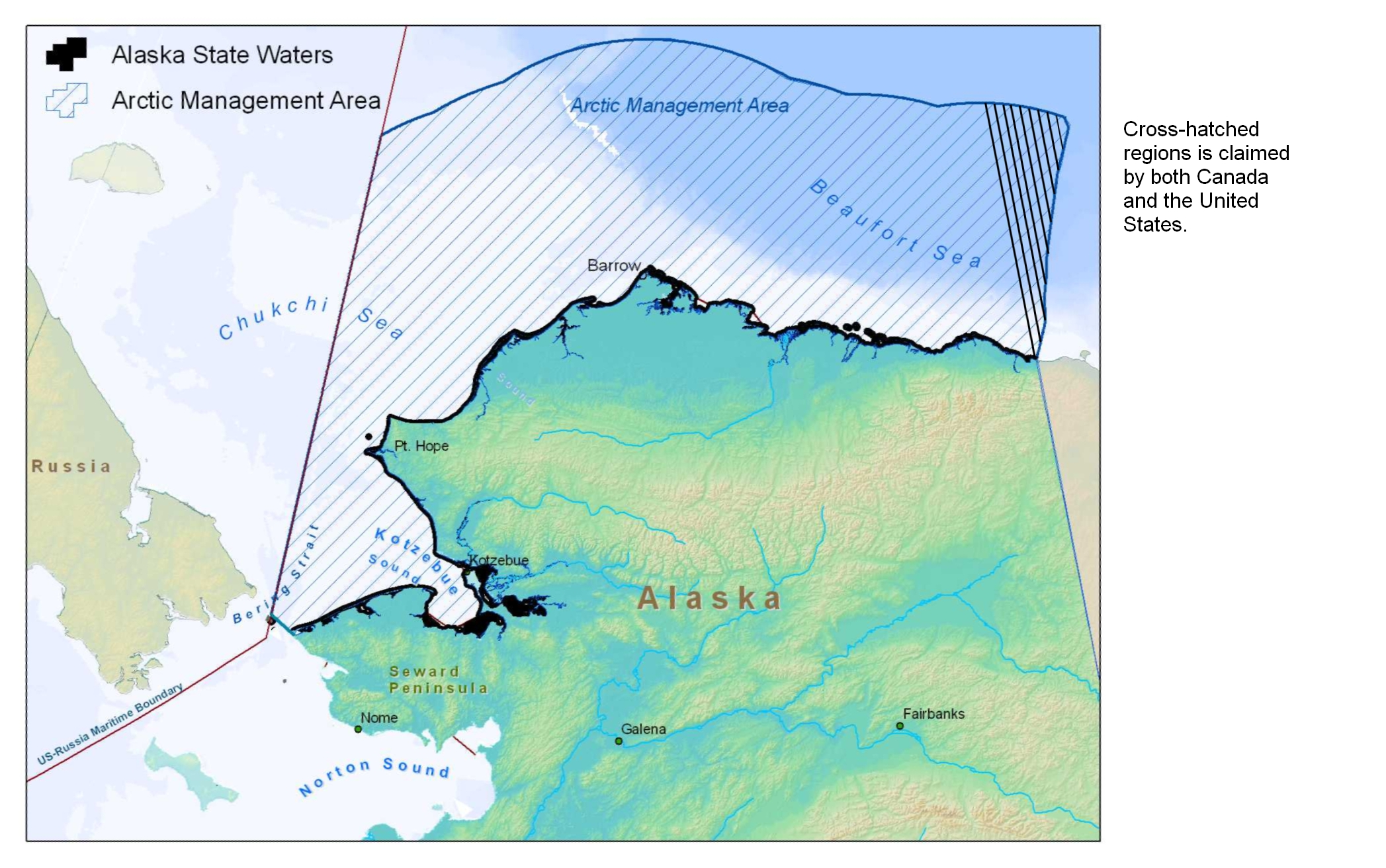
خريطة ألاسكا وبحر بوفورت. تمثل المنطقة المتقاطعة الحدود البحرية المتنازع عليها بين كندا والولايات المتحدة

- جزيرة ماتشياس سيل ونورث روك (مين / نيو برونزويك)
- مدخل ديكسون (ألاسكا / كولومبيا البريطانية)
- بحر بوفورت (ألاسكا / يوكون)
- مضيق خوان دي فوكا (واشنطن / كولومبيا البريطانية)

## روابط خارجية
- لجنة الحدود الدولية